# Limnophora extincta
Limnophora extincta este o specie de muște din genul Limnophora, familia Muscidae, descrisă de John Otterbein Snyder în anul 1965.
Este endemică în Guam. Conform Catalogue of Life specia Limnophora extincta nu are subspecii cunoscute.